# La Encantada, Veracruz
La Encantada är en ort i Mexiko.   Den ligger i kommunen Ignacio de la Llave och delstaten Veracruz, i den sydöstra delen av landet, 300 km öster om huvudstaden Mexico City. La Encantada ligger 9 meter över havet och antalet invånare är 237.
Terrängen runt La Encantada är mycket platt. Runt La Encantada är det ganska tätbefolkat, med 72 invånare per kvadratkilometer. Närmaste större samhälle är Tlalixcoyan, 10,9 km nordväst om La Encantada. Omgivningarna runt La Encantada är en mosaik av jordbruksmark och naturlig växtlighet.